# H. Stern
H.Stern é uma joalheria brasileira, dedicada ao desenho e confecção de suas próprias joias. Conta hoje com 70 lojas espalhadas por 30 países, das quais a maioria está concentrada no Brasil. É considerada uma das maiores joalherias do país e do mundo, com faturamento estimado em 400 milhões de reais. Possui cerca de 3 mil funcionários, entre artesãos, joalheiros e gemólogos.

## História

### Início
Em 1945, o judeu alemão, que fugindo do nazismo naturalizou-se brasileiro, Hans Stern fundou um pequeno negócio de compra e venda de pedras no Rio de Janeiro: nascia a H.Stern. Em 1969, a joalheria criou um certificado de garantia internacional, para atestar o valor de suas joias. Graças a esse certificado, pedras popularmente encontradas no Brasil, como a água-marinha, a ametista, o topázio e a turmalina são tão valorizadas hoje.[carece de fontes?]
Foi também em 1969 que se abriu o primeiro ponto de venda da H.Stern, na Praça Mauá. Outra loja foi inaugurada logo depois, dentro do Hotel Quitandinha, em Petrópolis. Desde então, vieram as lojas instaladas em aeroportos e em vários outros hotéis.
Como Hans Stern não estava satisfeito com a qualidade das pedras que seus fornecedores lhe entregavam, ele decidiu que sua empresa deveria atuar em todas as etapas de produção, exceto o garimpo. Criou então o primeiro laboratório gemológico da América do Sul, para garantir que estava comprando as melhores pedras, além de oficinas dentro da H.Stern, com ourives e lapidários vindos da Europa para lapidar as pedras e criar joias.

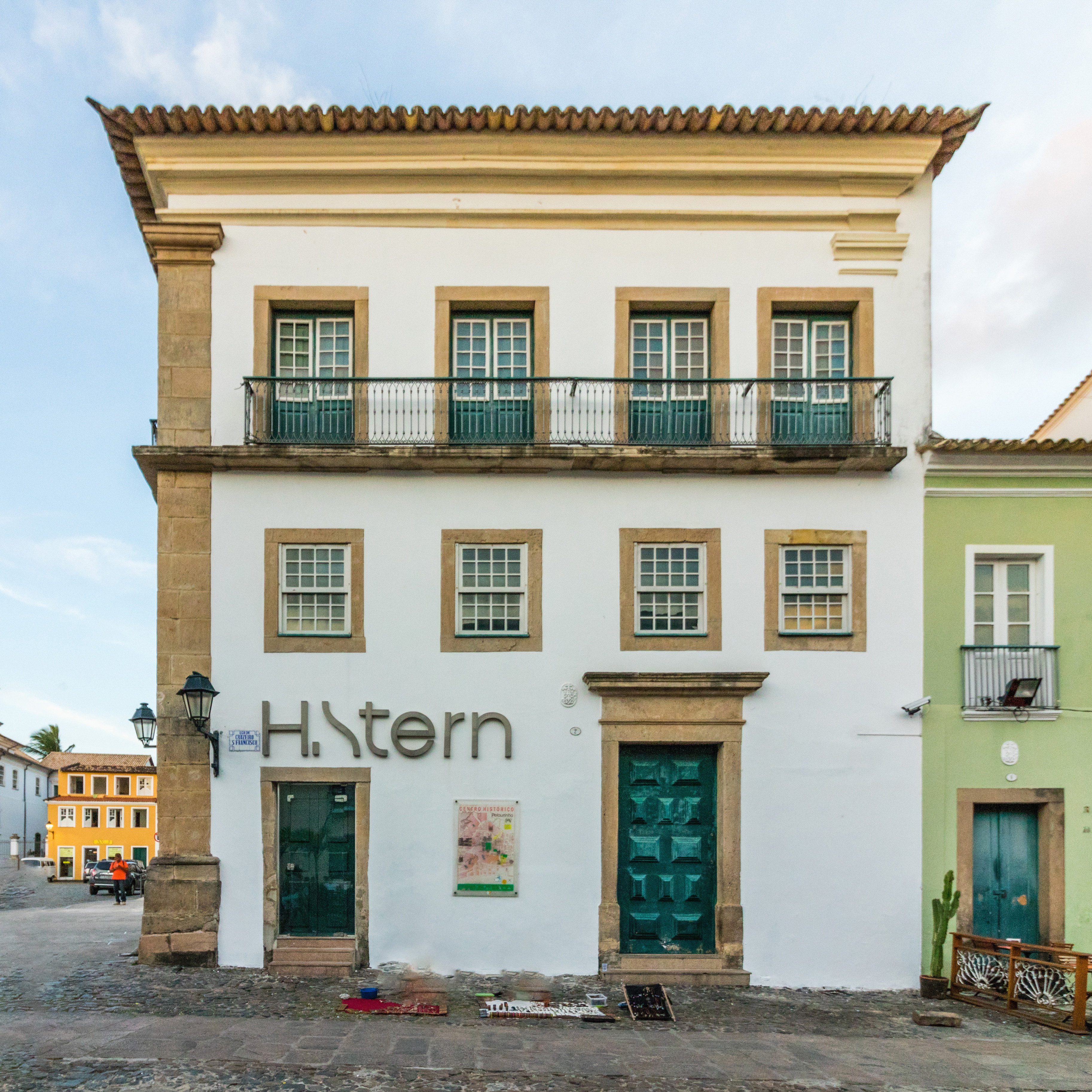
Loja H. Stern em Salvador

Após a morte de Hans Stern, em 2007, coube aos seus herdeiros, Roberto Stern, atual presidente e Ronaldo Stern, vice-presidente, a continuação do império criado pelo seu pai.